# سمپرویووم آراکنویدیوم
سمپرویووم آراکنویدیوم(نام علمی: Sempervivum arachnoideum) نام یک گونه از سرده همیشگی است.

## نگارخانه

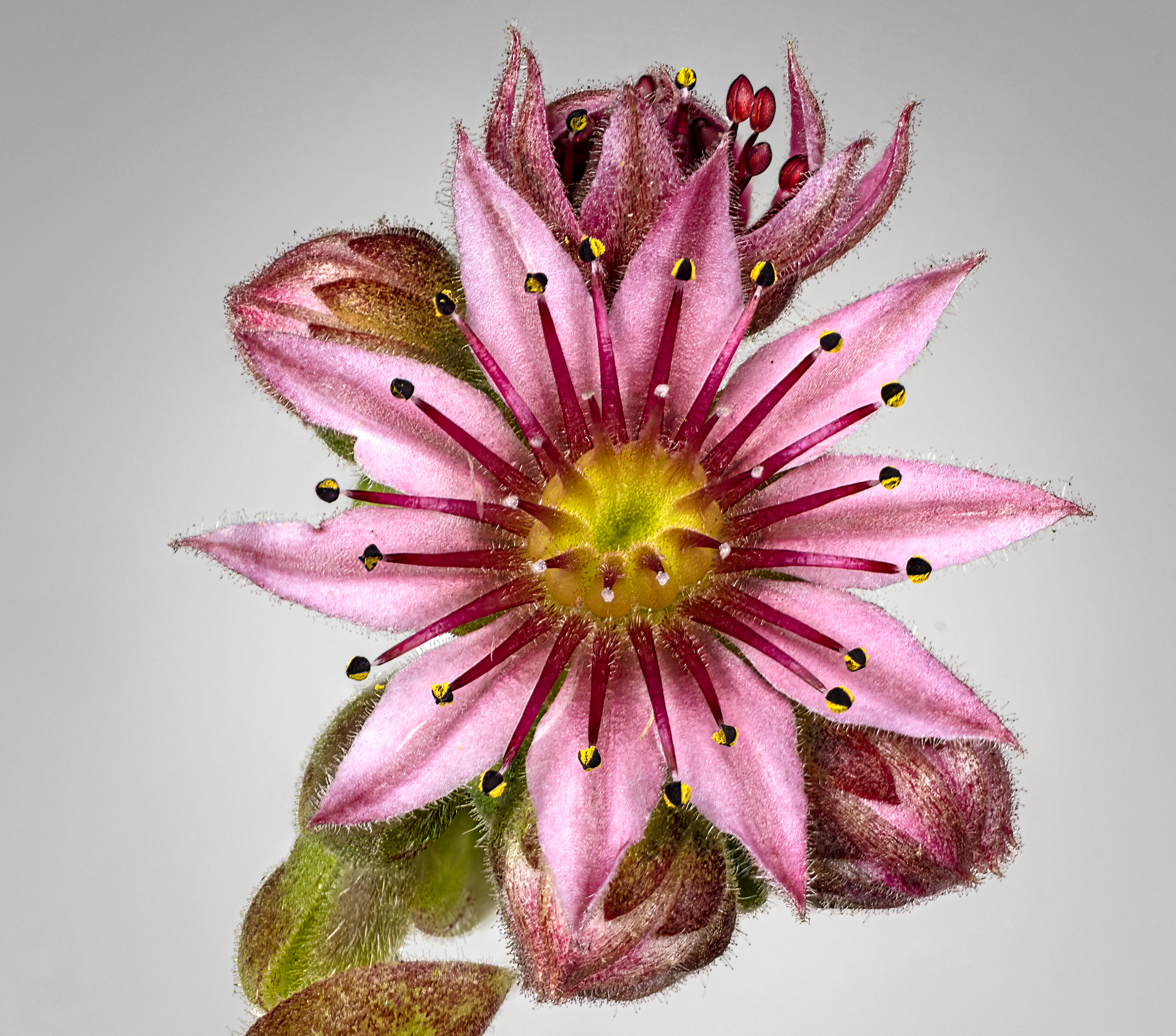
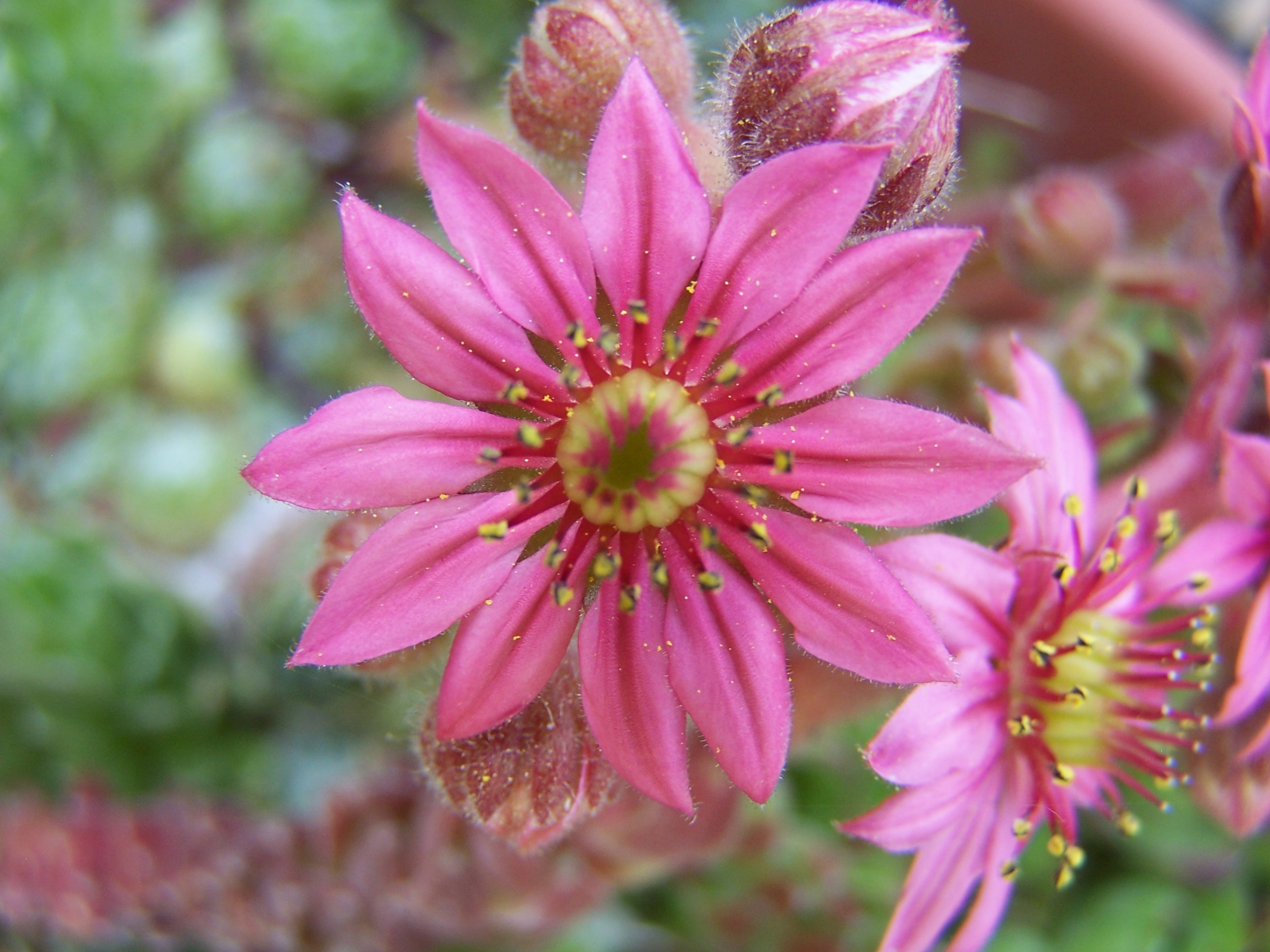
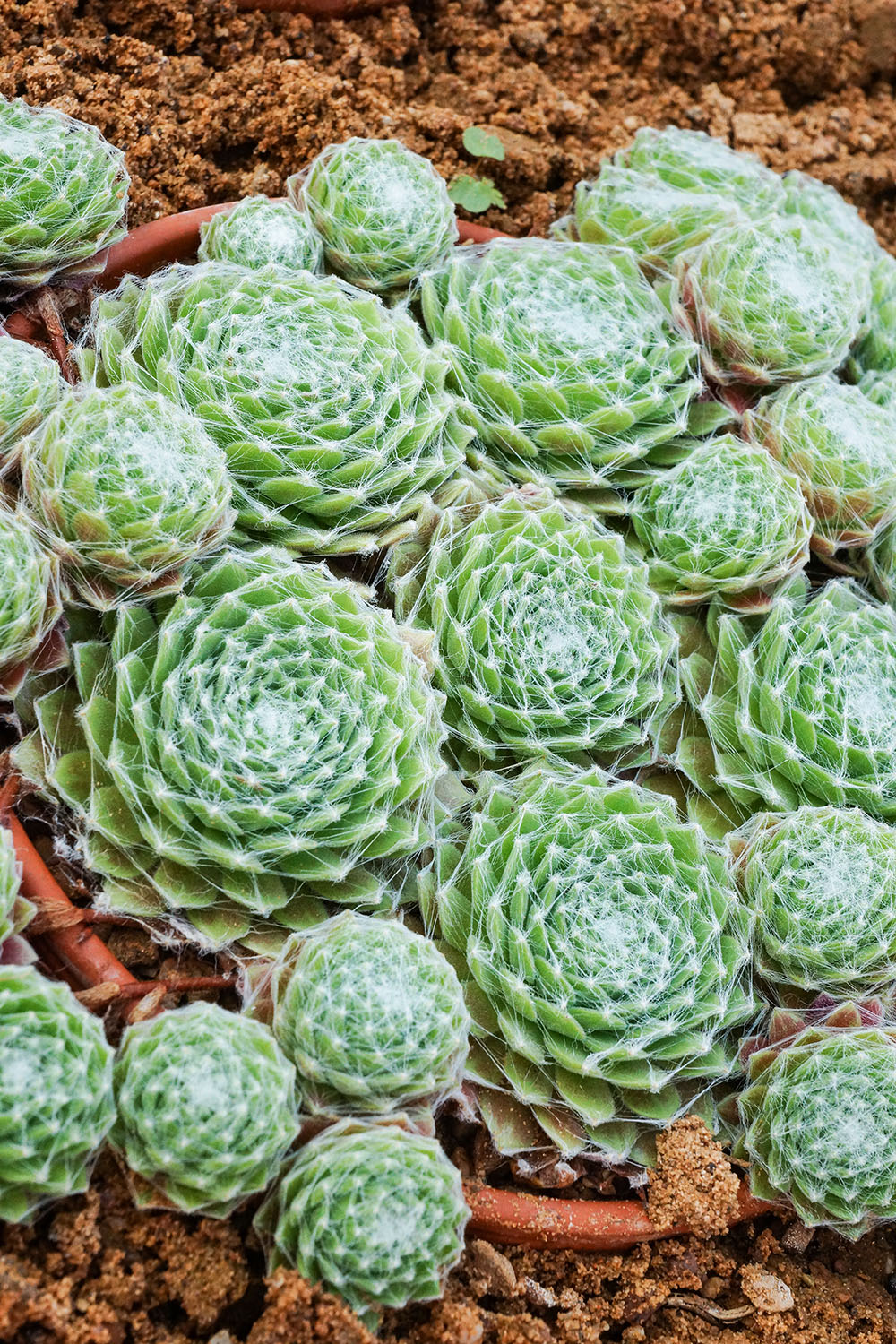